# Passaporte grego
O passaporte grego é o documento oficial, emitido pelos Governos Civis, que identifica o nacional grego perante as autoridades de outros países, permitindo a anotação de entrada e saída pelos portos, aeroportos e vias de acesso internacionais. Permite também conter os vistos de autorização de entrada. Os cidadãos gregos podem usar, além disso, seus documentos de identidade para ingressar nos países signatários do Acordo de Schengen.
Passaportes biométricos estão sendo emitidos desde 26 de agosto de 2006, sendo que os passaportes de modelo antigo passaram a ser considerados inválidos a partir de 1 de janeiro de 2007.

## Aparência
O passaporte grego segue os padrões da União Europeia, com uma capa vermelha borgonha e o emblema nacional no centro da capa. A palavra ΔΙΑΒΑΤΗΡΙΟ (passaporte, em grego) encontra-se embaixo do brasão de armas, enquanto ΕΥΡΩΠΑΪΚΗ ΕΝΩΣΗ (União Europeia) e ΕΛΛΗΝΙΚΗ ΔΗΜΟΚΡΑΤΙΑ (República Helênica) encontram-se acima do brasão. O passaporte diplomático dispõe do mesmo tamanho e design do passaporte comum, porém possui uma capa preta e o texto ΔΙΠΛΩΜΑΤΙΚΟ ΔΙΑΒΑΤΗΡΙΟ (passaporte diplomático) abaixo do brasão de armas. Os passaportes têm 32 páginas e a validade de 5 anos.
Todos os campos da página de dados do portador são dados em grego e inglês. As informações principais (nome e local de nascimento) são transcritas do grego para o alfabeto latino. Os campos são os seguintes:
- Tipo (P de Passaporte)
- Passaporte nº
- País emissor [ΕΛΛ/GRC]
- Sobrenome
- Nome
- Nacionalidade [ΕΛΛΗΝΙΚΗ/Hellenic]
- Data de Nascimento
- Local de Nascimento
- Sexo [M/F]
- Data de Emissão
- Válido até
- Órgão emissor

## Galeria de passaportes

em 1932 Segunda República Helênica
em 1970 Reino da Grécia
em 1980 Terceira República Helênica
em 2006 Terceira República Helênica
2007-presente Terceira República Helênica
2007-presente versão diplomática